# Only with You
Only with You – singel zapowiadający album Body to Body niemieckiego zespołu Blue System. Został wydany 28 maja 1996 roku przez wytwórnię Hansa International.

## Lista utworów
CD (Hansa 74321-37368-2) (BMG) 28.05.1996
| Nr | Tytuł                           | Długość |
| -- | ------------------------------- | ------- |
| 1. | Only with You (Radio Version)   | 3:22    |
| 2. | Only with You (Extended Vesion) | 5:15    |
| 3. | Only with You (Ladadi Club Mix) | 5:00    |

## Lista przebojów (1996)
| Państwo | Najwyższe miejsce |
| ------- | ----------------- |
| Niemcy  | 58                |
| Łotwa   | 2                 |

## Autorzy
- Muzyka: Dieter Bohlen
- Autor Tekstów: Dieter Bohlen
- Wokalista: Dieter Bohlen
- Producent: Dieter Bohlen
- Aranżacja: Dieter Bohlen
- Nagrano w Jeopark przez Jeo i T. Brtötzmanna